# Фонда, Генри
Генри Джейнс Фонда (англ. Henry Jaynes Fonda; 16 мая 1905[…], Гранд-Айленд, Небраска — 12 августа 1982[…], Лос-Анджелес, Калифорния) — американский актёр театра и кино. Двукратный лауреат премии «Оскар» (1981, 1982). В 1999 году Американским институтом киноискусства признан одним из величайших актёров в истории. 
Отец актёра Питера Фонды, актрисы Джейн Фонды и дед актрисы Бриджит Фонды. 

## Биография

### История семьи и ранние годы
Генри Фонда родился в Гранд Айленд, штат Небраска, США на втором году семейной жизни Уильяма Брейса Фонды (1879—1935), писавшего рекламные объявления на сдельной основе, и Элмы Херберты Джейнс.
Предки Генри Фонды в XV веке переехали из Генуи, Италия, в Нидерланды, перебравшись в 1642 году в голландскую колонию в Новых Нидерландах. Они были в числе первых голландских поселенцев, которые в штате Нью-Йорк основали городок, который сейчас называется Фонда в честь главы семьи Доу Фонды, который был убит индейцами. В Небраску, где в начале нового века родился Генри Фонда, переехал в 1880-х годах его дед по отцу Тен Эйк Фонда (1838—1921), военный телеграфист на Гражданской войне.
Его семья была последователями Епископальной церкви. Они были крепкой, дружной семьёй, обладали хорошим здоровьем, и избегали врачей из-за своих религиозных убеждений. В детстве Генри Фонда был активным членом движения Бойскаутов и стал вожатым отряда. Он увлекался живописью, был хорошим пловцом, бегуном и конькобежцем. Он был стеснительным юношей невысокого роста. Со школьных лет работал на предприятии своего отца, думая о возможной карьере журналиста.
В своей автобиографии Фонда рассказывал, как однажды стал свидетелем линчевания. В то время его отец владел полиграфической мастерской и из окна второго этажа четырнадцатилетний Генри Фонда стал наблюдателем происходящего. «Это было самое ужасное зрелище в моей жизни. Мы закрыли мастерскую, спустились вниз и поехали домой в молчании. Мои руки были влажные, на глазах стояли слёзы. Всё, о чём я мог думать — это тот чернокожий парень, болтающийся на верёвке». Юный Фонда на всю жизнь запомнил этот момент и ярость, которую он испытал. В своей взрослой жизни он постоянно пытался менять предрассудки общества, высказывая своё мнение устами киногероев. Среди лучших картин Фонды, есть, по крайней мере, два фильма, в которых линчевание стало основой сюжета — это «Молодой мистер Линкольн» и «Странный инцидент».
В старших классах Генри Фонда стал работать в телефонной компании. Он внезапно сильно вырос: его рост стал более 180 см, но он по-прежнему оставался застенчивым. По окончании школы Фонда поступил в Университет Миннесоты на факультет журналистики, но не получил диплом и не стал работать по специальности, начав карьеру в кредитной компании Retail Credit Company.
Дебют Генри Фонды как актёра состоялся в местном любительском театре в Omaha Community Playhouse, в любительской труппе, которой руководила Дороти Брандо, мать знаменитого Марлона Брандо. Дороти Брандо была подругой матери Генри и пригласила молодого человека попробовать сыграть на сцене в спектакле «Ты и я». Генри Фонде тогда было двадцать лет. Театр привёл Фонду в восторг, он хотел знать всё об этом, начиная от установки декораций до создания спектаклей. Кроме того, Фонда понял, что у него хорошие актёрские способности. Он начал играть в спектаклях. Партнёршей Фонды на сцене зачастую оказывалась Дороти Брандо. Когда он получил главную роль в спектакле «Merton of the Movies», то понял всю привлекательность работы актёра, так как она позволяла сместить своё внимание с себя на создаваемый образ, описанный словами другого человека.
Фонда принимает решение уйти с работы в кредитной компании и в 1928 году едет на Восток навстречу своей фортуне. Сначала он играет в спектакле театра города Деннис, штат Массачусетс, а затем переезжает в город Фелмут, где сразу входит в труппу межуниверситетской летней театральной компании University Players. Он начинает совместную работу с актрисой Маргарет Саллаван, своей будущей женой, и с Джеймсом Стюартом, знакомство с которым станет началом многолетней дружбы. Роль в спектакле «The Jest» по пьесе Сэма Бенелли стала его первой профессиональной ролью в University Players. Там же Фонда познакомился с Джошуа Логаном, студентом второкурсником Принстонского университета. Вскоре после этого Логан прервал своё обучение в Принстоне, чтобы поехать в Россию на учёбу к Константину Станиславскому.
В 1934 году Фонда женился на своей партнёрше по сцене актрисе, будущей звезде Голливуда, Маргарет Салливан, но брак долго не просуществовал. Актёры развелись через два месяца после заключения брака, но за их коротким браком последовали многие годы дружбы.

### Начало карьеры
Вскоре Генри Фонда приезжает в Нью-Йорк и, после развода с Маргарет Салливан, снимает квартиру вместе с Джеймсом Стюартом и двумя другими начинающими актёрами, ищущими признания на Бродвее. Они зарабатывают не больше, чем большинство американцев, имеющих случайную работу в годы Великой депрессии, порой у них нет денег даже на проезд в метро. Главными ролями Фонды на Бродвее стали роли в спектаклях «Новые лица Америки» и «Фермер женится». В 1935 году пьеса «Фермер женится» была переделана в киносценарий, и этот момент стал началом долгой успешной карьеры Генри Фонды в Голливуде. Фонде предлагают роль в этом фильме, он начинает зарабатывать 3000 долларов в неделю и попадает в общество звёзд Голливуда, таких как Кэрол Ломбард. Джеймс Стюарт приезжает в Голливуд вслед за своим другом. Они снова вместе снимают квартиру, расположенную по соседству с апартаментами Греты Гарбо. В 1935 году Фонда получает роль в фильме «Я слишком много мечтаю», в которой он снялся вместе с известной оперной певицей Лили Понс. Газета «Нью-Йорк Таймс» пишет о нём: «Генри Фонда — наиболее привлекательный из группы молодых романтических актёров».
Настоящая известность к Фонде пришла после того, как в 1936 году он сыграл главную роль в первом цветном фильме, снятом на натуре, — «Тропинка одинокой сосны». Его партнёрами по фильму были Сильвия Сидни и Фред Макмюррей. Затем последовала роль в «Наш дом Луна», где он снимался вместе с бывшей женой Маргарет Саллаван. Позже Саллаван вышла замуж за агента Фонды Лиланда Хейварда, а Фонда в 1937 году женился на Франсуазе Форд Сеймур, которая только немного интересовалась кино и театром. В этом же году вышел фильм «Жизнь даётся лишь раз», в котором также снималась Сильвия Сидни, режиссёром был Фриц Лэнг, а 21 декабря 1937 года на свет появилась дочь Фонды и Сеймур, будущая звезда кино Джейн Фонда.
В 1938 году вместе с Бетт Дейвис Фонда снялся в легендарной ленте «Иезавель», которая была очень хорошо встречена критиками. За фильмом «Иезавель» последовала картина «Молодой мистер Линкольн», в котором Фонда играл будущего Президента США Авраама Линкольна. Это было первое сотрудничество Генри Фонды с режиссёром Джоном Фордом. В том же году Джон Форд снял Фонду в своём первом цветном фильме «Барабаны долины Мохоке».
Успех Генри Фонды привёл к тому, что режиссёр Джон Форд пригласил актёра на главную роль в свой следующий фильм «Гроздья гнева» по новелле Джона Стейнбека. Кандидатура Фонды была поначалу отклонена Дэррилом Ф. Зануком, который хотел видеть в этой роли Тайрона Пауэра. Чтобы быть назначенным на роль, Фонде предложили подписать семилетний контракт со студией 20 век Фокс. Фонда согласился и получил роль. На экраны фильм вышел в 1940 году, и Фонда за свою роль получил номинацию на премию «Оскар». Многие считают, что это была лучшая актёрская игра того года, но премию получил Джеймс Стюарт за роль в фильме «Филадельфийская история». Вторым фильмом 1940 года с участием Фонды стал «Возвращение Фрэнка Джеймса», где его партнёршей была Джин Тирни. В этом же году у Генри Фонды и Франсуазы Форд Сеймур родился сын Питер Фонда, ставший впоследствии, как его отец и сестра, киноактёром.
Став известным актёром, Фонда активно участвовал в общественной и политической жизни страны. В 1930-е годы он был одним из основателей и членом Голливудского Демократического комитета, организованного с целью поддержки президента Франклина Делано Рузвельта.
В следующие два года актёр непрерывно снимался. Сначала в 1941 году с Барбарой Стенвик в «Леди Ева». Затем снова с Джин Тирни, которая была одной из самых любимых его партнёрш, в эксцентрической комедии «Кольца на её пальцах», а в 1943 году в вестерне «Случай в Окс-Боу», который был номинирован на премию Оскар, как лучшая картина года.

### Служба в армии США во время Второй мировой войны
С началом Второй мировой войны Генри Фонда и Джеймс Стюарт помогли организовать фонд по сбору средств для защиты Великобритании от нацистов, а в 1943 году Фонда добровольно поступил в Военно-морские силы США для участия во Второй мировой войне, сказав: «Я не хочу участвовать в инсценированной войне в студии». В Военно-морских силах Фонда прослужил три года, сначала Квартирмейстером 3-го класса на эскадренном миноносце USS Satterlee (DD-626), затем в звании младшего лейтенанта, в службе воздушной разведки береговой охраны центральной части Тихого океана. Был награждён «Бронзовой звездой» и отмечен Благодарностью Президента («Presidential Citation»).

### Послевоенная карьера
После возвращения с войны Фонда взял перерыв в киносъёмках, он посещал голливудские вечеринки и получал удовольствие от гражданской жизни. Они слушали музыку, общались с Джони Мерсером, Хоаги Сармикаел, Диной Шор и Нат Кинг Коулом, у которого брали уроки игры на фортепиано.
В 1946 году на экраны вышел фильм Джона Форда «Моя дорогая Клементина», в которой Фонда играл роль Уайатта Эрпа, а затем он сыграл с Джоном Уэйном и Ширли Темпл в вестерне «Форт Апачи», получившем в 1948 году несколько кинематографических наград. В том же 1948 году на экраны вышла комедия «На нашем счастливом пути», в которой Генри Фонда впервые играл со своим другом Джеймсом Стюартом.
После войны Фонда снялся в семи фильмах (последним был фильм Отто Премингера «Дейзи Кеньон» с Джоан Кроуфорд), когда его контракт со студией Фокс истёк, и Фонда отказался продлить его. Он полностью посвятил себя работе в театре в течение последующих семи лет.
Генри Фонда вернулся на Бродвей. Он, надев свою собственную фуражку, в которой вернулся с войны, сыграл главную роль в «Мистере Робертсе», комедии о Военно-морских силах. В спектакле он играет младшего офицера, ведущего свою частную войну против командира. В 1948 году за эту роль Фонда получил премию Тони, а затем играл в этом спектакле во время национальных гастролей. После нескольких лет почти полного добровольного отлучения от кинобизнеса Фонда вместе с Джеймсом Кегни, Вильямом Пауэллом и Джеком Леммоном снялся в 1955 году в киноверсии этого спектакля, поставленной студией Warner Bros. Во время съёмок Фонда затеял спор с режиссёром Джоном Фордом. Форд ударил актёра, после чего Фонда объявил, что больше никогда не будет работать с Фордом. Фонда сдержал своё обещание, хотя они появились в документальном фильме Питера Богдановича «Снято Джоном Фордом», горячо разговаривая друг с другом.
В 1950 году жена Генри Фонда, Фрэнсис Форд Сеймур, покончила жизнь самоубийством, в том же году он женился на актрисе Сьюзен Бланшар, падчерице известного писателя, режиссёра и продюсера мюзиклов Оскара Гаммерштейна II, в 1953 году у них родилась дочь Эми, через три года они развелись.
После «Мистера Робертса» Фонда сыграл Пьера Безухова в голливудской киноверсии романа Льва Николаевича Толстого «Война и мир», в роли Наташи Ростовой играла Одри Хепбёрн. Съёмки фильма продолжались два года, на большой экран фильм вышел в 1956 году. Несмотря на то, что сюжет фильма проще, чем текст в романе Льва Толстого, кинофильм очень интересен. Образ Наташи Ростовой, созданный Одри Хепбёрн, полностью соответствует образу героини, описанной Львом Толстым, а Генри Фонда очень органичен в роли Пьера Безухова. Фильм получил многочисленные премии и номинации: премию «Золотой глобус», три номинации на премию Оскар — за лучшего режиссёра, художника по костюмам и оператора; две номинации на премию Британской академии кино и телевизионных искусств «BAFTA»; две премии «Silver Ribbon» итальянского синдиката киножурналистов и так далее.
В 1956 году Фонда работал с Альфредом Хичкоком, играя человека, ошибочно обвинённого в убийстве в триллере «Не тот человек». Необычный, хотя не очень удачный фильм Хичкока основывался на реальных событиях и был снят на чёрно-белую плёнку.
Первая работа Фонды в качестве продюсера была представлена в 1957 году. Это был фильм «12 разгневанных мужчин» режиссёра Сиднея Люмета, поставленного по сценарию Реджинальда Роуза на основе одноимённой телепьесы. Этот низкобюджетный фильм был снят всего лишь за семнадцать дней. Всё действие происходит в комнате присяжных заседателей, решающих судьбу юноши пуэрториканца, обвиняемого в убийстве. Фонда подобрал очень сильный актёрский состав, в фильме снялись Джек Клугман, Ли Джей Кобб, Мартин Болсам, Е. Джей Маршалл. Фильм был хорошо принят критиками по всему миру. Фонда вместе с сопродюсером Реджинальдом Роузом получили номинации на премии «Оскар» и «Золотой Глобус», режиссёр Сидни Люмет получил приз «Золотой медведь» на Берлинском кинофестивале а Фонда получил премию «BAFTA» как лучший актёр за роль Присяжного номер 8, который своей логикой и постоянным влиянием на остальных присяжных, привёл к вынесению оправдательного приговора. Идея и постановка фильма до сих пор являются источником вдохновения для кинорежиссёров. Так, Уильям Фридкин в 1997 году снял телефильм, получивший премии «Эмми», «Золотой глобус» и «ALMA», а в 2007 году российский режиссёр Никита Михалков снял ремейк фильма под названием «12».
Несмотря на успех, Фонда заявил, что больше не хотел бы быть продюсером, опасаясь, что неудачи на этом поприще могут повредить его актёрской карьере.
Тем не менее, после ролей в вестернах «Жестяная звезда» в 1957 году и «Шериф» в 1959 году Фонда вернулся к продюсированию, приняв участие в работе над телевизионным сериалом — вестерн «Заместитель» для канала NBC. Съёмки продолжались до 1961 года. Фонда выступил не только в роли продюсера, но играл главную роль.
В это же время его четвёртый брак, заключённый в 1956 году с итальянской графиней Афдере Франчетти, ставший не очень удачным и принесший актёру много разочарований, подходил к завершению. Вскоре после развода Генри Фонда женился на Ширли Мэй Адамс, с которой они прожили вместе до кончины актёра в 1982 году. Согласно завещанию, Генри Фонда оставил часть своего состояния в размере 200 000 долларов своей приёмной дочери Эми, удочеренной во время брака со Сьюзан Блэнчард. Все остальное досталось его жене Ширли Адамс.
В 1960-х годах Фонда снимался в многочисленных фильмах о войне и в вестернах, среди которых «Самый длинный день» в 1962 году, «Война на Диком Западе», «По методу Харма» и «Битва за Выступ» в 1965 году, а также «Система безопасности». В 1964 году, в разгар холодной войны в «Системе безопасности» актёр играл решительного Президента Соединённых Штатов, который пытается предотвратить ядерный холокост, проведя напряжённые переговоры с Советским Союзом, который, в свою очередь, опасается атаки со стороны США. Кроме вестернов и военных фильмов в 1963 году Фонда снялся в мелодраме «Гора Спенсера», фильм был вдохновлён телесериалом The Waltons.
В 1968 году Фонде предложили роль злодея Франка в фильме «Однажды на Диком Западе». Сначала Фонда отклонил предложение, но его уговорили актёр Эли Уоллах и режиссёр Серджо Леоне, прилетевшие в США из Италии специально, чтобы встретиться с Фондой. На съёмках Генри Фонда хотел воспользоваться коричневыми контактными линзами, но Леоне предпочёл оставить натуральный цвет глаз актёра. В результате голубые глаза, смотрящие так невинно на людей, резко контрастируют с порочным характером героя.
В конце 1960-х годов многолетняя дружба Генри Фонда и Джимми Стюарта столкнулась с испытаниями. Актёры разошлись в своих политических взглядах. Фонда был либеральным демократом, а Стюарт — консервативным республиканцем. После горячих споров, они стали избегать разговоров о политике. Друзья вместе сыграли в фильме «Firecreek», а в 1970 году они стали партнёрами в вестерне «Общественный клуб города Шайенн», в котором они высмеивают спорящих политиков.

### Последние годы
Несмотря на приближающееся семидесятилетие, Фонда продолжал активно работать как в кино, так и на телевидении. В 1970 году он снялся в трёх картинах, наиболее успешной из которых была «Общественный клуб города Шайенн». Двумя другими были: «Слишком поздно, герой», в котором Фонда играл второстепенную роль, и «Жил-был обманщик» режиссёра Джозефа Лео Манкевича о харизматичном преступнике Парисе Питмане-младшем, который пытается убежать из Аризонской тюрьмы. Партнёром Фонды в этом фильме был Кирк Дуглас.
Иностранные телевизионные проекты нужны были Фонде, чтобы поддерживать актёрскую карьеру, так как в то десятилетие многие актёры испытывали карьерный спад. В 1971—1972 годах он снимался в телевизионном сериале «Семья Смит» канала ABC, а в 1973 году — в телефильме «Рыжий пони» по новелле Джона Стейнбека, который принёс актёру номинацию на премию «Эмми». После съёмок в неудачной мелодраме «Пепельная среда», Фонда снялся в трёх итальянских фильмах, вышедших в 1973 и 1974 годах. Наиболее успешной из них был «Меня зовут Никто», представляющего Фонду в редком для него комедийном амплуа.
Генри Фонда продолжал активно играть в театре вплоть до последних лет своей жизни. Он вернулся на Бродвей в 1974 году, чтобы сыграть в биографической драме «Кларенс Дарроу» о знаменитом американском юристе. За эту роль Фонду номинировали на премию «Тони».
К тому времени здоровье актёра было уже подорвано, но первые симптомы заболеваний появились после спектакля в апреле 1974 года, когда у него случился приступ сердечной недостаточности. После появления сердечной аритмии, у Фонда обнаружили рак простаты. После операции актёр вернулся на сцену в 1975 году.
Генри Фонда, прислушавшись к совету врачей, оставил сцену в 1978 году, сыграв в спектакле «Первый понедельник октября», но продолжал сниматься в фильмах и на телевидении. Так как здоровье актёра продолжало ухудшаться, он брал бо́льшие паузы между съёмками.
1976 год был очень плодотворным. Фонда появился в нескольких интересных телевизионных фильмах. Один из них, «Встречный курс» канала ABC, рассказывал историю изменчивых взаимоотношений между президентом Гарри Труменом, которого играл Е. Д. Маршалл, и генералом Мак Артуром в исполнении Фонды. После съёмок в успешном мини-сериале «Почти человек», основанном на рассказе Ричарда Райта, Фонда снялся в эпическом мини-сериале канала NBC «Капитаны и Короли» по мотивам новеллы Тейлор Калдвелла. Тремя годами спустя, Фонда снялся в телесериале канала ABC «Корни: Новое поколение», но сериал так и остался в тени своего предшественника «Корни». В том же году Фонда сыграл в блокбастере о Второй мировой войне «Мидвей»
Конец 1970-х годов и несколько разочарований. Первым из неудачных фильмов был триллер «Щупальца» и посредственный «Русские горки», в которым Фонда играл вместе с Ричардом Уидмарком и молодой Хелен Хант. С Ричардом Уидмарком Фонда снялся также в фильме «Рой», где также играли Оливия де Хэвилленд, Фред Макмюррей и Хосе Феррер. Он также снимался и в большом провальном фильме «Метеор», в котором актёр уже во второй раз играл президента США, вместе с Шоном Коннери, Натали Вуд и Карлом Малденом. Затем был канадский фильм «Город в огне», в котором снимались Шелли Уинтерс и Ава Гарднер. В 1979 году Фонда получил небольшую роль в «Ванда Невада», где играл вместе со своим сыном Питером и Брук Шилдс.
В конце семидесятых здоровье Генри Фонды неуклонно ухудшалось. Ему было уже за 70 и критики начали говорить об уходе актёра из кино. В 1979 году комитет по присуждению Томи дал Фонде специальную награду за достижения на Бродвее. В 1980 и в 1981 годах Фонда получил ещё две премии: «Золотой глобус» и «Оскара» за личный вклад в киноискусство.
Фонда продолжал сниматься и в начале 1980-х годов. Почти все его работы до момента кончины были для телевидения.
В 1980 году на телеэкраны вышел фильм, номинированный на премию «Эмми» «Гидеоновы трубы», в котором также играла Фэй Рэй, этим фильмом окончательно завершив свою карьеру.
Однако профессиональным и личным триумфом Генри Фонды стала роль в фильме «На золотом озере» режиссёра Марка Райделла. Прекрасная игра актёров, ставшая плодом беспрецедентного сотрудничества Генри Фонды и Кэтрин Хепбёрн, а также Фонды со своей дочерью Джейн, получила высокие оценки критиков сразу после премьеры, состоявшейся в декабре 1981 года. Генри Фонда сыграл отца эмоционально и физически отдалённого от дочери, но который в конце жизни становится более принимающим. Джейн Фонда рассказывала, что эта история очень близка к её реальным взаимоотношениям с отцом и участие в фильме помогло разрешить отцу и дочери некоторые проблемы в их личных взаимоотношениях. В январе 1982 года картина была выпущена в широкий прокат. Фильм получил одиннадцать номинаций на «Оскар», собрав в прокате около 120 миллионов долларов. Неожиданно фильм стал блокбастером. Он принёс 76-летнему Фонде «Оскар» за лучшую мужскую роль. За эту же роль актёр получил и «Золотой глобус». Кроме того, «Оскар» получили Кэтрин Хепбёрн — за лучшую женскую роль и Эрнест Томпсон за лучший сценарий. Сам актёр не смог принять участие в церемонии награждения из-за болезни. Награду получала его дочь Джейн. После смерти Фонды критики назвали эту роль «его последней и лучшей ролью».
В 1982 году он принял участие в программе «Чтобы Польша была Польшей», чтобы выразить поддержку «Солидарности». 
Генри Фонда скончался в Лос-Анджелесе, в своём доме 12 августа 1982 года в возрасте 77 лет от болезни сердца.

## Вклад в развитие киноискусства
В годы последовавшие за кончиной актёра его карьера была более успешна, чем в некоторые годы при жизни. Генри Фонда был широко признан одним из величайших актёров Голливуда Классической эпохи. В честь столетия со дня рождения Фонды телеканал Turner Classic Movies устроил марафон фильмов с его участием. В мае 2005 года Почтовая служба США выпустила 37 центовую почтовую марку с изображением Генри Фонды в серии «Легенды Голливуда». В Лос-Анджелесе продолжает работать Театр Генри Фонды по адресу: 6126 Hollywood Blvd., Hollywood, Los Angeles, California.
В 1999 году Генри Фонда был назван шестым в списке 100 величайших звёзд кино по мнению Американского института кино.
Три фильма с участием Генри Фонда входят в 100 самых вдохновляющих американских фильмов за 100 лет по версии Американского Института кино. Это фильмы: «На золотом озере» (1981) — номер 45, «Двенадцать разгневанных мужчин» (1957) — номер 42 и «Гроздья гнева» (1940) — номер 7.
За свою почти пятидесятилетнюю карьеру актёра Генри Фонда сыграл 106 ролей в кино и на телевидение и кроме «Оскара» был удостоен ещё тринадцати различных премий и десять раз был номинантом.
Фонда был основателем и членом Голливудского Демократического Комитета в начале 1930-х годов. Этот комитет был сформирован в поддержку президента Франклина Делано Рузвельта. Генри Фонда был одним из наиболее активных и влиятельных либеральных демократов в Голливуде вместе с Робертом Райаном и Грегори Пеком. Однажды Фонда сказал, что президент Рональд Рейган сделал его «физически больным», и что он «не может выносить никаких республиканцев, в особенности Ричарда Никсона».
Во время войны США во Вьетнаме Фонда поддержал свою дочь Джейн в её антивоенных выступлениях.

## Фильмография

### Кино
| Год  | Название на русском                | Оригинальное название              | Роль                                   | Примечания             |
| ---- | ---------------------------------- | ---------------------------------- | -------------------------------------- | ---------------------- |
| 1935 | Фермер женится                     | The Farmer Takes a Wife            | Дэн Харроу                             |                        |
| 1935 | Путь вниз на восток                | Way Down East                      | Дэвид Бартлетт                         |                        |
| 1935 | Я слишком много мечтаю             | I Dream Too Much                   | Джонни Стрит                           |                        |
| 1936 | Тропинка одинокой сосны            | The Trail of the Lonesome Pine     | Дейв Толливер                          |                        |
| 1936 | Луна — наш дом                     | The Moon’s Our Home                | Энтони Амбертон / Джон Смит            |                        |
| 1936 | Расточитель                        | Spendthrift                        | Таунсенд Миддлтон                      |                        |
| 1937 | Жизнь даётся один раз              | You Only Live Once                 | Эдди Тейлор                            |                        |
| 1937 | Крылья утра                        | Wings of the Morning               | Керри Гилфоллен                        |                        |
| 1937 | Слим                               | Slim                               | Слим                                   |                        |
| 1937 | Та самая женщина                   | That Certain Woman                 | Джек Меррик                            |                        |
| 1938 | Я вновь встретил свою любовь       | I Met My Love Again                | Айвз Таунер                            |                        |
| 1938 | Иезавель                           | Jezebel                            | Престон Диллард                        |                        |
| 1938 | Блокада                            | Blockade                           | Марко                                  |                        |
| 1938 | Порождение севера                  | Spawn of the North                 | Джим Киммерли                          |                        |
| 1938 | Сумасшедшая мисс Ментон            | The Mad Miss Manton                | Питер Эймс                             |                        |
| 1939 | Джесси Джеймс. Герой вне времени   | Jesse James                        | Фрэнк Джеймс                           |                        |
| 1939 | Давайте жить                       | Let Us Live                        | Брик Теннант                           |                        |
| 1939 | История Александра Грэхема Белла   | The Story of Alexander Graham Bell | Томас Уотсон                           |                        |
| 1939 | Молодой мистер Линкольн            | Young Mr. Lincoln                  | Авраам Линкольн                        |                        |
| 1939 | Барабаны долины Мохок              | Drums Along the Mohawk             | Гилберт Мартин                         |                        |
| 1940 | Гроздья гнева                      | The Grapes of Wrath                | Том Джоуд                              |                        |
| 1940 | Лиллиан Расселл                    | Lillian Russell                    | Александер Мур                         |                        |
| 1940 | Возвращение Фрэнка Джеймса         | The Return of Frank James          | Фрэнк Джеймс                           |                        |
| 1940 | Чед Ханна                          | Chad Hanna                         | Чед Ханна                              |                        |
| 1941 | Леди Ева                           | The Lady Eve                       | Чарльз Пайк                            |                        |
| 1941 | —                                  | Wild Geese Calling                 | Джон Мердок                            |                        |
| 1941 | Вы принадлежите мне                | You Belong to Me                   | Питер Керк                             |                        |
| 1942 | Зверь мужского пола                | The Male Animal                    | Томми Тернер                           |                        |
| 1942 | Кольца на её пальцах               | Rings on Her Fingers               | Джон Уилер                             |                        |
| 1942 | —                                  | The Magnificent Dope               | Тед Пейдж                              |                        |
| 1942 | Сказки Манхэттена                  | Tales of Manhattan                 | Джордж                                 |                        |
| 1942 | Большая улица                      | The Big Street                     | Малыш Пинкс                            |                        |
| 1942 | Одна война на всех                 | It’s Everybody’s War               | рассказчик                             | короткометражный фильм |
| 1943 | Случай в Окс-Боу                   | The Ox-Bow Incident                | Гил Картер                             |                        |
| 1943 | Бессмертный сержант                | Immortal Sergeant                  | капрал Колин Спенс                     |                        |
| 1946 | Моя дорогая Клементина             | My Darling Clementine              | Уайетт Эрп                             |                        |
| 1947 | Длинная ночь                       | The Long Night                     | Джо Адамс                              |                        |
| 1947 | Беглец                             | The Fugitive                       | священник-беглец                       |                        |
| 1947 | Дейзи Кеньон                       | Daisy Kenyon                       | Питер Лэпем                            |                        |
| 1948 | Наш свадебный путь                 | On Our Merry Way                   | Ленк                                   |                        |
| 1948 | Форт Апачи                         | Fort Apache                        | подполковник Оуэн Терсдей              |                        |
| 1949 | Мозаика                            | Jigsaw                             | официант в ночном клубе                | не указан в титрах     |
| 1951 | Бенджи                             | Benjy                              | рассказчик                             | короткометражный фильм |
| 1953 | Главная улица к Бродвею            | Main Street to Broadway            | в роли самого себя                     | удалённые сцены        |
| 1955 | Мистер Робертс                     | Mister Roberts                     | лейтенант Даг Робертс                  |                        |
| 1956 | Война и мир                        | War and Peace                      | Пьер Безухов                           |                        |
| 1956 | Не тот человек                     | The Wrong Man                      | Кристофер Эммануэль «Мэнни» Балестреро |                        |
| 1957 | 12 разгневанных мужчин             | 12 Angry Men                       | Восьмой присяжный                      |                        |
| 1957 | Жестяная звезда                    | The Tin Star                       | Морган «Морг» Хикман                   |                        |
| 1958 | Очарованная сценой                 | Stage Struck                       | Льюис Истон                            |                        |
| 1958 | —                                  | Rangers of Yellowstone             | рассказчик                             | короткометражный фильм |
| 1959 | Шериф Уорлока                      | Warlock                            | Клей Блейсделл                         |                        |
| 1959 | Человек, который понимал женщин    | The Man Who Understood Women       | Уилли Бош                              |                        |
| 1962 | —                                  | San Francisco Fire                 | рассказчик                             | короткометражный фильм |
| 1962 | Совет и согласие                   | Advise & Consent                   | Роберт Леффингуэлл                     |                        |
| 1962 | Самый длинный день                 | The Longest Day                    | Теодор Рузвельт-младший                |                        |
| 1962 | Как был завоёван Запад             | How the West Was Won               | Джетро Стюарт                          |                        |
| 1963 | Гора Спенсера                      | Spencer’s Mountain                 | Клей Спенсер                           |                        |
| 1964 | Самый достойный                    | The Best Man                       | Уильям Расселл                         |                        |
| 1964 | Система безопасности               | Fail-Safe                          | президент                              |                        |
| 1964 | Секс и незамужняя девушка          | Sex and the Single Girl            | Фрэнк Бродерик                         |                        |
| 1965 | Пропойцы                           | The Rounders                       | Мэрион «Хауди» Льюис                   |                        |
| 1965 | По методу Харма                    | In Harm’s Way                      | главнокомандующий                      |                        |
| 1965 | Грязная игра                       | The Dirty Game                     | Дмитрий Кулов                          |                        |
| 1965 | Битва в Арденнах                   | Battle of the Bulge                | подполковник Дэниел Кайли              |                        |
| 1966 | Большой куш для маленькой леди     | A Big Hand for the Little Lady     | Мередит                                |                        |
| 1967 | Добро пожаловать в Тяжёлые Времена | Welcome to Hard Times              | майор Уилл Блу                         |                        |
| 1968 | Файеркрик                          | Firecreek                          | Боб Ларкин                             |                        |
| 1968 | Мадиган                            | Madigan                            | комиссар Энтони Расселл                |                        |
| 1968 | Твои, мои и наши                   | Yours, Mine and Ours               | Фрэнк Бердсли                          |                        |
| 1968 | Бостонский душитель                | The Boston Strangler               | Джон С. Боттомли                       |                        |
| 1968 | Однажды на Диком Западе            | C’era una volta il West            | Фрэнк                                  |                        |
| 1969 | Стилет                             | Stiletto                           | человек на премьере                    | не указан в титрах     |
| 1970 | Слишком поздно, герой              | Too Late the Hero                  | капитан Джон Джи Нолан                 |                        |
| 1970 | Общественный клуб города Шайенн    | The Cheyenne Social Club           | Харли Салливан                         |                        |
| 1970 | Жил-был обманщик                   | There Was a Crooked Man…           | Вудворд Лопман                         |                        |
| 1971 | Иногда великая идея…               | Sometimes a Great Notion           | Генри                                  |                        |
| 1973 | Змей                               | Le Serpent                         | Аллан Дейвис                           |                        |
| 1973 | День покаяния                      | Ash Wednesday                      | Марк Сойер                             |                        |
| 1973 | Меня зовут Никто                   | Il mio nome è Nessuno              | Джек Борегар                           |                        |
| 1974 | Муссолини: Последний акт           | Mussolini ultimo atto              | кардинал Альфредо Ильдефонсо Шустер    |                        |
| 1976 | Мидуэй                             | Midway                             | адмирал Честер Нимиц                   |                        |
| 1977 | Щупальца                           | Tentacoli                          | мистер Уайтхед                         |                        |
| 1977 | Последний из ковбоев               | The Last of the Cowboys            | Джон Ховард                            |                        |
| 1977 | Русские горы                       | Rollercoaster                      | Саймон Дейвенпорт                      |                        |
| 1978 | Большая битва                      | Il grande attacco                  | генерал Фостер                         |                        |
| 1978 | Федора                             | Fedora                             | президент Академии                     |                        |
| 1978 | Рой                                | The Swarm                          | доктор Уолтер Крим                     |                        |
| 1979 | Город в огне                       | City on Fire                       | Альберт Рисли                          |                        |
| 1979 | Ванда Невада                       | Wanda Nevada                       | старый старатель                       |                        |
| 1979 | Метеор                             | Meteor                             | президент США                          |                        |
| 1981 | На золотом озере                   | On Golden Pond                     | Норман Тэйер-младший                   |                        |

### Телевидение
| Год       | Название на русском        | Оригинальное название                  | Роль                                 | Примечания                                     |
| --------- | -------------------------- | -------------------------------------- | ------------------------------------ | ---------------------------------------------- |
| 1950      | —                          | Showtime, U.S.A.                       | н/д                                  | эпизод: American Red Cross Drive               |
| 1953      | —                          | Medallion Theatre                      | доктор Мартин Эрроусмит              | эпизод: The Decision at Arrowsmith             |
| 1955      | Театр «Дженерал Электрик»  | General Electric Theater               | Эмметт Келли                         | эпизод: The Clown                              |
| 1955      | Продюсерская витрина       | Producers’ Showcase                    | Алан Сквайр                          | эпизод: The Petrified Forest                   |
| 1959—1961 | Маршал                     | The Deputy                             | Саймон Фрай                          | телесериал; основная роль                      |
| 1961—1962 | Городской тост             | Toast of the Town                      | Чарльз Кристиан Уэртенбейкер / актёр | телесериал; 2 эпизода                          |
| 1963      | Шоу Дика Пауэлла           | The Dick Powell Show                   | доктор Виктор Фэллон                 | эпизод: Tissue of Hate                         |
| 1967      | Незнакомец в бегах         | Stranger on the Run                    | Бен Чемберлен                        | телефильм                                      |
| 1968      | —                          | Pat Paulsen for President              | рассказчик                           | телефильм                                      |
| 1970      | Шоу Билла Косби            | The Bill Cosby Show                    | Джошуа Ричардс                       | эпизод: The Elevator Doesn’t Stop Here Anymore |
| 1970      | —                          | Pat Paulsen’s Half a Comedy Hour       | хирург                               | эпизод: Episode #1.6                           |
| 1970      | —                          | Howdy                                  | н/д                                  | телефильм                                      |
| 1971      | Шоу Дорис Дэй              | The Doris Day Show                     | в роли самого себя                   | эпизод: Doris Goes to Hollywood                |
| 1971—1972 | —                          | The Smith Family                       | детектив Чед Смит                    | телесериал; основная роль                      |
| 1973      | Рыжий пони                 | The Red Pony                           | Карл Тифлин                          | телефильм                                      |
| 1973      | —                          | The Alpha Caper                        | Марк Форбс                           | телефильм                                      |
| 1974      | Кларенс Дарроу             | Clarence Darrow                        | Кларенс Дарроу                       | телефильм                                      |
| 1974      | —                          | The Music School                       | рассказчик                           | телефильм                                      |
| 1974      | —                          | Parker Adderson, Philosopher           | рассказчик                           | телефильм                                      |
| 1976      | —                          | Collision Course: Truman vs. MacArthur | генерал Дуглас Макартур              | телефильм                                      |
| 1976      | Капитаны и короли          | Captains and the Kings                 | сенатор Энфилд Бассетт               | мини-сериал; 2 эпизода                         |
| 1977      | Я — дурак                  | I’m a Fool                             | рассказчик                           | телефильм                                      |
| 1977      | Перемещенное лицо          | The Displaced Person                   | рассказчик                           | телефильм                                      |
| 1977      | —                          | The Blue Hotel                         | рассказчик                           | телефильм                                      |
| 1977—1978 | Хохмы Роуэна и Мартина     | Laugh-In                               | приглашённый актёр                   | телесериал; 2 эпизода                          |
| 1978      | —                          | Home to Stay                           | дедушка Джордж                       | телефильм                                      |
| 1979      | Корни: Следующие поколения | Roots: The Next Generations            | полковник Фредерик Уорнер            | мини-сериал; 3 эпизода                         |
| 1979      | Семья                      | Family                                 | Джеймс Лоренс                        | эпизод: Thanksgiving                           |
| 1980      | Поджог сарая               | Barn Burning                           | рассказчик                           | телефильм                                      |
| 1980      | Самый пожилой выпускник    | The Oldest Living Graduate             | полковник Джей Си Кинкейд            | телефильм                                      |
| 1980      | Гидеоновы трубы            | Gideon’s Trumpet                       | Кларенс Эрл Гидеон                   | телефильм                                      |
| 1981      | Летнее солнцестояние       | Summer Solstice                        | Джошуа                               | телефильм                                      |

## Награды и номинации
| Ассоциация                            | Год  | Категория                                     | Работа                          | Результат |
| ------------------------------------- | ---- | --------------------------------------------- | ------------------------------- | --------- |
| Оскар                                 | 1941 | Лучшая мужская роль                           | Гроздья гнева                   | Номинация |
| Оскар                                 | 1958 | Лучший фильм (как продюсер)                   | 12 разгневанных мужчин          | Номинация |
| Оскар                                 | 1981 | Выдающиеся заслуги в кинематографе            | н/д                             | Победа    |
| Оскар                                 | 1982 | Лучшая мужская роль                           | На золотом озере                | Победа    |
| BAFTA                                 | 1958 | Лучший иностранный актёр                      | 12 разгневанных мужчин          | Победа    |
| BAFTA                                 | 1983 | Лучшая мужская роль                           | На золотом озере                | Номинация |
| Эмми                                  | 1973 | Лучшая мужская роль в мини-сериале или фильме | Рыжий пони                      | Номинация |
| Эмми                                  | 1975 | Лучшая мужская роль в мини-сериале или фильме | Кларенс Дэрроу                  | Номинация |
| Эмми                                  | 1980 | Лучшая мужская роль в мини-сериале или фильме | Гидеоновы трубы                 | Номинация |
| Золотой глобус                        | 1958 | Лучший фильм — драма (как продюсер)           | 12 разгневанных мужчин          | Номинация |
| Золотой глобус                        | 1958 | Лучшая мужская роль — драма                   | 12 разгневанных мужчин          | Номинация |
| Золотой глобус                        | 1980 | Премия Сесиля Б. Де Милля                     | н/д                             | Победа    |
| Золотой глобус                        | 1982 | Лучшая мужская роль — драма                   | На золотом озере                | Победа    |
| Грэмми                                | 1961 | Лучший разговорный альбом                     | Voices of the Twentieth Century | Номинация |
| Грэмми                                | 1977 | Лучший разговорный альбом                     | Great American Documents        | Победа    |
| Грэмми                                | 1979 | Лучший разговорный альбом                     | The Grapes of Wrath             | Номинация |
| Грэмми                                | 1980 | Лучший разговорный альбом                     | The Ox-Bow Incident             | Номинация |
| Ассоциация кинокритиков Лос-Анджелеса | 1981 | Лучшая мужская роль                           | На золотом озере                | Номинация |
| Национальный совет кинокритиков США   | 1939 | Лучшая актёрская игра                         | Молодой мистер Линкольн         | Победа    |
| Национальный совет кинокритиков США   | 1981 | Лучшая мужская роль                           | На золотом озере                | Победа    |
| Круг кинокритиков Нью-Йорка           | 1939 | Лучшая мужская роль                           | Молодой мистер Линкольн         | Номинация |
| Круг кинокритиков Нью-Йорка           | 1981 | Лучшая мужская роль                           | На золотом озере                | Номинация |
| Тони                                  | 1973 | Лучшая мужская роль в пьесе                   | Мистер Робертс                  | Победа    |
| Тони                                  | 1975 | Лучшая мужская роль в пьесе                   | Кларенс Дэрроу                  | Номинация |
| Тони                                  | 1979 | Почётная премия                               | н/д                             | Победа    |
| Давид ди Донателло                    | 1973 | Почётная премия                               | н/д                             | Победа    |

### На английском языке
- Fonda, Henry and Teichmann, Howard  (1982). Fonda: My Life. Penguin Books Ltd., 704 pages. ISBN 978-0-4511-1858-5

- Bosworth, Patricia (2011). Jane Fonda, The Private Life of a Public Woman. Houghton Mifflin Harcourt,  608 pages. ISBN 978-0-5471-5257-8
- Collier, Peter (1991). The Fondas: A Hollywood Dynasty. Putnam Publisher Group, 336 pages. ISBN 978-0-3991-3592-7
- Fonda, Peter (1998). Don't Tell Dad: A Memoir. Hyperion, 512 pages. ISBN 978-0-7868-6111-8
- Kashner, Sam; Macnair, Jennifer (2003). The bad & the beautiful: Hollywood in the fifties. W. W. Norton & Company, 382 pages. ISBN 978-0-3933-2436-5
- McKinney, Devin (2012). The Man Who Saw a Ghost: The Life and Work of Henry Fonda. St. Martin's Press,  428 pages. ISBN 978-1-2500-0841-1
- Roberts, Allen; Goldstein, Max (1984). Henry Fonda: A Biography. McFarland & Co., 200 pages. ISBN 978-0-8995-0114-7
- Sweeney, Kevin (1992). Henry Fonda: A BioBibliography. Greenwood Press, 296 pages. ISBN 978-0-3132-6571-6
- Thomas, Tony (1990). The Films of Henry Fonda. Citadel Press, 256 pages. ISBN 978-0-8065-1189-4